# تشارلي بار (ربان)
تشارلي بار (بالإنجليزية: Charlie Barr)‏ هو ربان ‏ أمريكي، ولد في 11 يوليو 1864 في Gourock ‏ في المملكة المتحدة، وتوفي في 24 يناير 1911 في ساوثهامبتون في المملكة المتحدة.